# د جورنال فور نرس پرکتیشنرز
مجله حرفه پرستاری (به انگلیسی: The Journal for Nurse Practitioners) یا جی. نرس پرکت (J. Nurse Pract)، یک مجله نقد همترازی پرستاری عمومی کشور آمریکا است. این مجله تحت پوشش خدمات پایگاه داده سی‌آی‌اِن‌اِی‌اِچ‌اِل (CINAHL) و اسکوپوس (Scopus) و مجله رسمی کالج آمریکایی پرستاران (American College of Nurse Practitioners) است که ناشر آن الزویر می باشد.